# Olaf Scholz (Eishockeyspieler)
Olaf Scholz (* 11. März 1968 in Düsseldorf) ist ein ehemaliger deutscher Eishockeyspieler, der während seiner Karriere unter anderem für die Düsseldorfer EG in der Bundesliga sowie für die Frankfurt Lions und den EC Ratingen in der Deutschen Eishockey Liga spielte.

## Karriere
Der 1,77 m große Angreifer absolvierte in der Saison 1985/86 erste Profieinsätze für seinen Heimatverein Düsseldorfer EG, wo er sich jedoch nicht dauerhaft als Stammspieler etablieren konnte. Aus diesem Grund wechselte Scholz in die 2. Bundesliga Nord, wo er zunächst für den SC Solingen und später zwei Spielzeiten lang für den EHC Essen-West auf dem Eis stand. 
Zur Saison 1990/91 kehrte der Stürmer zur DEG zurück, mit der er, diesmal als Stammspieler, sowohl 1991 als auch 1992 die Deutsche Meisterschaft gewinnen konnte. Anschließend wechselte Olaf Scholz in die drittklassige Oberliga zum Frankfurter ESC, mit dem er zunächst in die 2. Bundesliga aufstieg und schließlich die Qualifikation zur neu gegründeten Deutschen Eishockey Liga schaffte, an deren Spielbetrieb die Profimannschaft des Vereins unter dem Namen Frankfurt Lions teilnahm.
Noch während der ersten DEL-Spielzeit mit den Lions unterschrieb der Linksschütze einen Vertrag beim Ligakonkurrenten EC Ratingen, für den Scholz zweieinhalb weitere Jahre in der höchsten deutschen Eishockeyliga spielte. Nach der Saison 1996/97 wechselte der Stürmer in die zweitklassige 1. Liga Nord zum EC Bad Nauheim, mit dem er 1998 und 1999 die Vizemeisterschaft der Liga gewinnen konnte, die Rückkehr in die DEL allerdings jeweils verpasste.
Zur Spielzeit 2000/01 schloss sich Olaf Scholz dem Oberligisten Ratinger Ice Aliens an. Nach zwei weiteren Jahren beim Zweitligisten EV Duisburg und beim Regionalligisten Grefrather EC beendete der Angreifer im Jahr 2003 seine aktive Karriere im Alter von 35 Jahren. Danach arbeitete Scholz als Jugendtrainer.

## Karrierestatistik
(Legende zur Spielerstatistik: Sp oder GP = absolvierte Spiele; T oder G = erzielte Tore; V oder A = erzielte Assists; Pkt oder Pts = erzielte Scorerpunkte; SM oder PIM = erhaltene Strafminuten; +/− = Plus/Minus-Bilanz; PP = erzielte Überzahltore; SH = erzielte Unterzahltore; GW = erzielte Siegtore; 1 Play-downs/Relegation; Kursiv: Statistik nicht vollständig)

1 inklusive Vorgänger-/Nachfolgeligen „1. Liga“ (1994–1998) und „Bundesliga“ (1998–1999)